# Eleição presidencial no Brasil em 1938
A eleição presidencial brasileira de 1938 seria a décima quarta eleição presidencial e a décima segunda direta se tivesse ocorrido. Estava prevista para o dia 3 de janeiro e não foi realizada devido ao autogolpe de Getúlio Vargas, que instaurou o Estado Novo. Até aquele momento, haviam se apresentado três candidatos oficialmente.

## Contexto histórico
Getúlio Vargas estava havia oito anos no poder. A eleição de 1930 havia sido invalidada, pois fora considerada uma fraude, e Vargas consequentemente conseguiu o poder pela Revolução de 1930. Em 1934, a eleição havia sido indireta, pois era a primeira após promulgada a Constituição de 1934, e nela Getúlio havia sido eleito.
A política brasileira como um todo – o próprio Vargas, inclusive – caminhavam para a radicalização. Assim, surgiram grupos que expressavam essa radicalização do país.
- Ação Integralista Brasileira (AIB): grupo de extrema-direita que surgiu em São Paulo em 1932. Esse grupo possuía inspiração no fascismo italiano, expressando valores nacionalistas e até mesmo antissemitas. Tinha como líder Plínio Salgado.

- Aliança Nacional Libertadora (ANL): frente de esquerda composta por setores de diversas organizações de caráter anti-imperialista, antifascista e anti-integralista (congregando comunistas, alguns tenentes, operários e intelectuais de esquerda). Seu presidente honorário era Luís Carlos Prestes.  A ANL, inclusive, foi a responsável por uma tentativa de tomada do poder no país em 1935. Esse movimento ficou conhecido como Intentona Comunista e foi deflagrado em três cidades (Rio de Janeiro, Natal e Recife), mas foi um fracasso completo. Após a Intentona Comunista, Getúlio Vargas ampliou as medidas centralizadoras e autoritárias.

Vargas não queria deixar o poder e, assim, anulou a eleição de 1938 com o golpe do Estado Novo. O golpe do Estado Novo teve como pretexto a divulgação de um documento falso conhecido como Plano Cohen. Esse documento falava sobre uma suposta conspiração comunista que estava em curso no país. O plano foi elaborado pelo capitão do exército Olímpio Mourão Filho, na época chefe do estado-maior da milícia da Ação Integralista Brasileira e chefe de seu serviço secreto. Embora tenha sido usado politicamente como sendo fruto de uma conspiração comunista, seu conteúdo refere-se mais especificamente a uma conspiração judaico-comunista, incluindo elementos típicos do antissemitismo da época e uma série de traços em comum com outros documentos forjados com intenções semelhantes, como Os Protocolos dos Sábios de Sião.
Vargas instituiu uma nova Constituição para oficializar a ditadura. Esta Constituição foi de caráter outorgada, ou seja, foi imposta a força por Vargas e seus aliados, sem a participação popular, o que fazia seus críticos questionarem a sua legitimidade.

## Candidatos
Foram apresentadas oficialmente três candidaturas:
- Armando de Sales Oliveira, pelo partido oposicionista União Democrática Brasileira (UDB), então governador de São Paulo. Com o advento do Estado Novo, os líderes da UDB foram exilados. Entre eles, o ex-presidente Arthur Bernardes e Otávio Mangabeira, um dos fundadores e primeiro presidente da UDN.;
- José Américo de Almeida, tido como o candidato do governo, era um escritor e havia sido ministro dos Transportes (1930-1934) nomeado por Getúlio Vargas;
- Plínio Salgado, pela Ação Integralista Brasileira (AIB), era um jornalista de princípios nacionalistas e acreditava na democracia orgânica e no Estado corporativo. Inicialmente um adepto da ditadura de Getúlio Vargas, foi mais tarde preso e obrigado a se exilar em Portugal, acusado de promover levantes contra o governo.